# 1646
1646. је била проста година.

## Рођења

### Јул
- 1. јул — Готфрид Вилхелм Лајбниц, немачки филозоф, математичар, проналазач, правник, историчар, дипломата и политички саветник (†14. новембар 1716)